# A Troça (revista)
A troça : bi-mensário de crítica irreverente  publicou-se em 1906 em Coimbra pela Tipografia de M. Reis Gomes, dirigida por Mário Monteiro.